# خوفناکی آدم‌خوار
خوفناکی آدم‌خوار (فرانسوی: Terreur Cannibale‎) یک فیلم بهره‌کشی فرانسوی است که در سال ۱۹۸۱ منتشر شد. از بازیگران این فیلم می‌توان به سیلویا سولار و پاملا استنفورد اشاره کرد.